# Arne Skovhus
Arne Skovhus f. Skovhus Nielsen (12. juni 1932 i Harndrup på Fyn, død 25. november 1983) var en dansk skuespiller og teaterdirektør og en markant skikkelse på venstrefløjen.
Skovhus var søn af en fynsk frugtavler, virkede en tid som lærervikar i Jylland efter sin studentereksamen, studerede teologi i København i nogle år og blev lærer ved ungdomsfængslet i Møgelkær, hvor han skrev bogen Man glemmer den slags. Han var desuden for en tid højskolelærer, ansat ved Rødding og Krogerup Højskoler.
Han forsøgte sig med mange ting indenfor teaterverdenen og har blandt andet sat stykker op i fængsler med fanger som aktører. Han ledede fra 1967 indtil 1972 Fiolteatret, hvor han i oprettede en elevskole for skuespillere. Han skabte desuden Humlebæk- og Dronningmøllerevyerne. I 1972 blev Skovhus forstander for Kristeligt Studenter-Settlement.
I årene fra 1979 og frem til sin tidlige død i 1983 var han rektor på Statens Teaterskole.
Fra 1972-1980 var han medlem af Teaterrådet.
I 1970 debuterede han i filmen Giv Gud en chance om søndagen, hvor han spillede præst og hans sidste film var Forræderne fra 1983, hvor han spillede graver. Han nåede at være med i mere end ti film, hvoraf nogle af rollerne var at lægge stemme til en tegnefilmsfigur.
Skovhus var en af tidens markante  socialister, og han forsøgte at forene  socialismen med sin kristne tro og virke som præst. Fra SF gik Arne Skovhus over til Venstresocialisterne, hvor han kom ind i hovedbestyrelsen og blev folketingskandidat.  Fiolteatret blev under hans ledelse et samlingssted for venstrefløjens skuespillere, fx Litten Hansen og Aase Hansen, Jesper Christensen og Hans Henrik Clemmensen .
Skovhus sad også i bestyrelsen for foreningen BRIS (Børns Rettigheder I Samfundet).
Arne Skovhus var altid på de svagestes side og selv om det lå meget i tiden, var han aldrig marxist. 
Han tog et par store drenge til sig, som flyttede ind i hans bolig og gennem hans rummelighed og humanistiske indsigt fik en ny start på livet.